# 三木市の歴史
三木市の歴史（みきしのれきし）では、兵庫県三木市の歴史について解説する。

## 古代～近代
- 645年（皇極天皇4年） - 孝徳天皇の勅願により伽耶院が創建される。
- 1580年（天正8年） - 織田信長の命を受けた羽柴秀吉に攻められ、三木城が落城、別所長治は敗れる。（三木合戦）
- 1932年（昭和7年） - 廣野ゴルフ倶樂部が営業を開始する。

## 現代

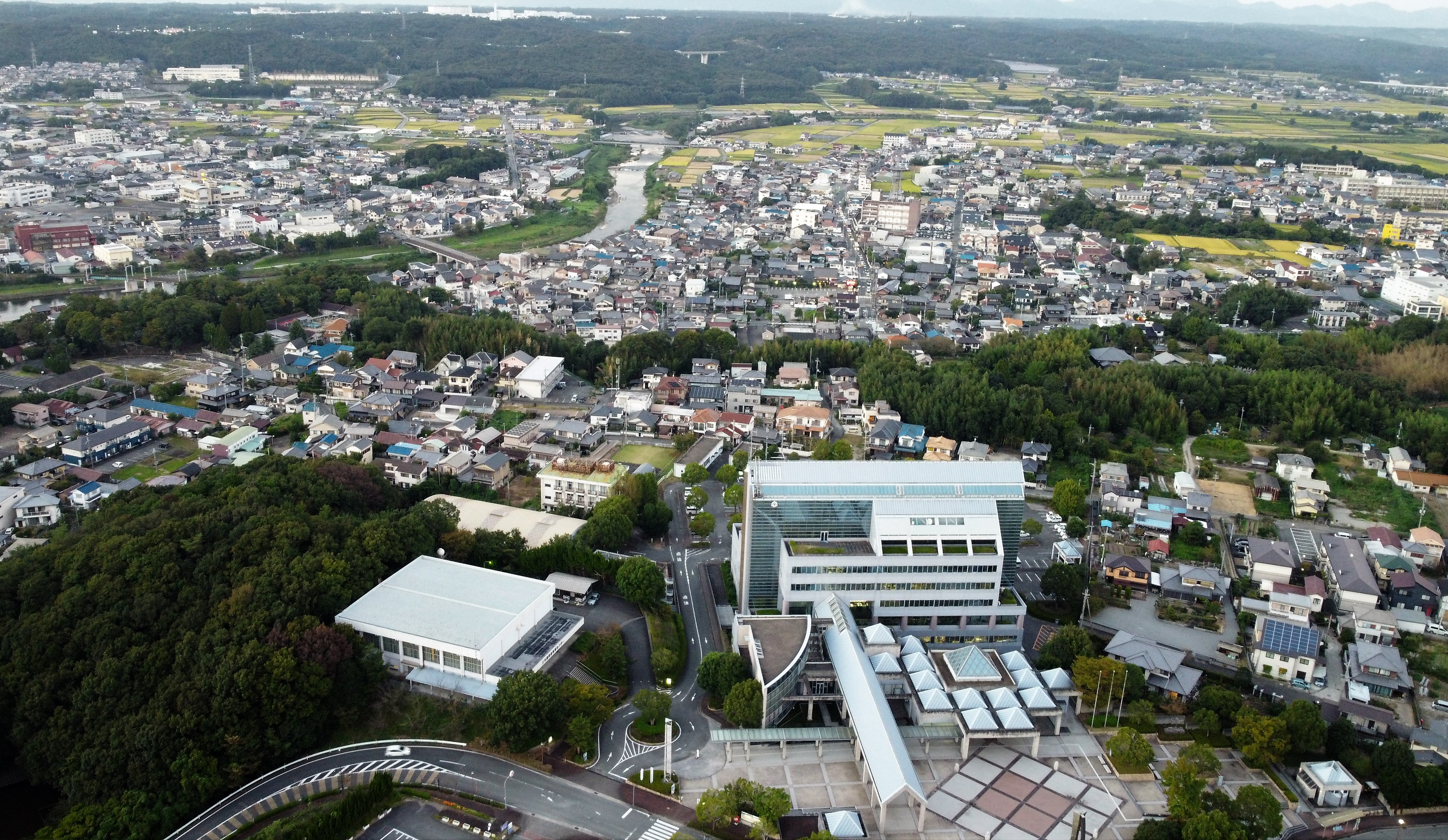
三木市中心部空撮（三木市役所と三木本町、美嚢川）

- 1954年（昭和29年）6月1日 - 三木市が発足する。[1]
- 1954年（昭和29年）6月22日 - 新市建設計画を策定する。
- 1954年（昭和29年）7月6日 - 市制施行記念式典。[1]
- 1955年（昭和31年）5月28日 - 地方財政再建促進特別措置法の適用を受ける。[1]
- 1960年（昭和35年）3月31日 - 地方財政再建促進特別措置法の適用を解除された。[1]
- 1963年（昭和38年）1月8日 - 安全都市を宣言。[1]
- 1965年（昭和40年）3月30日 - 三木市長期総合開発計画の基本構想を策定する。
- 1965年（昭和40年）7月1日 - 一部地域で住居表示を実施する。
- 1970年（昭和45年）11月3日 - 市民憲章を制定する。[2]
- 1973年（昭和48年）6月21日 - 市に花・木及び推奨花の指定をする。[3]
- 1974年（昭和49年）9月13日 - 三木工業団地（現在の三木工場公園）の入所企業と公害防止協定を調印。
- 1976年（昭和51年）1月24日 - 差別をゆるさない市民宣言を制定。
- 1979年（昭和54年）4月1日 - 消費生活苦情相談員を設置。
- 1981年（昭和56年）4月1日 - 市組織に技監（県の職員）を設置。
- 1983年（昭和58年）7月22日 - 兵庫県三木庁舎が業務を開始。[1]
- 1984年（昭和59年）6月25日 - 遊技場及びラブホテルの建築等の規制に関する制度をスタート。
- 1985年（昭和60年）4月16日 - 三木市行政改革推進本部を設置。
- 1985年（昭和60年）5月31日 - 中小企業庁が三木市を新地場産業集積圏構想想定地域に指定。
- 1985年（昭和60年）12月12日 - 三木市行政改革大綱を策定した。
- 1993年（平成5年）7月12日 - 新市庁舎が完成。同年7月25日には、市庁舎完成を記念してNHKのど自慢の公開録画が行われる。[1]
- 2001年（平成13年）1月1日 - 三木市議会に「人権問題特別委員会」を設置。
- 2001年（平成13年）1月1日 - 「三木市人権尊重のまちづくり条例」を施行。
- 2003年（平成15年）6月18日 - 「三木市人権尊重のまちづくり基本計画」を策定。
- 2008年（平成20年）9月29日 - 2007年度の決算で、市制施行以来初めての「財政危機宣言」を発する。[4]

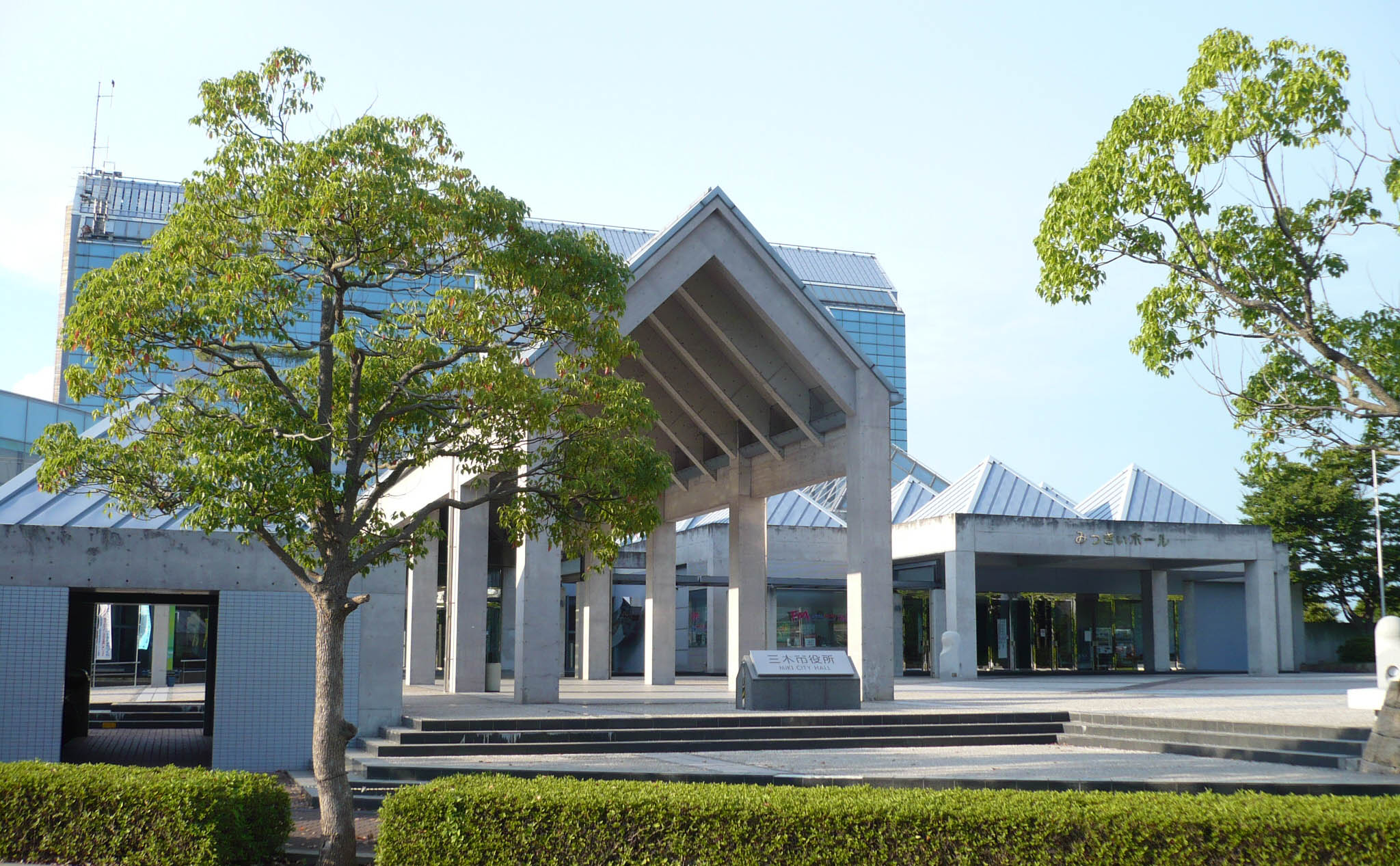
三木市役所

### 行政区画の変遷
- 1954年（昭和29年）6月1日 - 美嚢郡三木町・口吉川村・別所村・細川村が合併して三木市が発足[1]。
- 1954年（昭和29年）7月1日 - 美嚢郡志染村と合併し、改めて三木市が発足。人口39,405人。市制記念日はこの日を記念している[1]。
- 2005年（平成17年）10月24日 - 美嚢郡吉川町を編入[1]。これにより、美嚢郡は消滅。

## 歴代市長と市議会
歴代市長
| 代      | 氏名                         | 就任期間                       |
| ------- | ---------------------------- | ------------------------------ |
| 初代    | 小林利八 こばやし りはち     | 1954年8月10日 - 1958年8月9日   |
| 2-4代   | 衣巻顕明 きぬまき けんみょう | 1958年8月10日 - 1967年11月7日  |
| 5-10代  | 大原義治 おおはら よしはる   | 1967年12月17日 - 1989年12月2日 |
| 11-14代 | 加古房夫 かこ ふさお         | 1990年1月21日 - 2006年1月20日  |
| 15-17代 | 藪本吉秀 やぶもと よしひで   | 2006年1月21日 - 2017年7月1日   |
| 18代    | 仲田一彦 なかた かずひこ     | 2017年7月2日 - 現職            |

### 主な選挙
- 1954年（昭和29年）7月1日 - 第1回臨時緊急市議会を三木市立三樹小学校内の講堂にて開催。議員数は101名。
- 1954年（昭和29年）8月10日 - 第1回三木市長選挙。
- 1955年（昭和30年）4月29日 - 三木市議会議員選挙（定員30名）。
- 1958年（昭和33年）8月8日 - 三木市長選挙が行われ衣巻顕明（けんみょう）が当選し2代目三木市長となる。同時に市議会議員補欠選挙も行われた。[1]
- 1959年（昭和34年）2月28日 - 市議会議員の定数を30人から22人に改正（次回選挙から適用）。
- 1959年（昭和34年）4月30日 - 三木市議会議員選挙（定数22人）が行われた。
- 1959年（昭和34年）11月5日 - 初代三木市長の小林利八（りはち）が逝去（11月10日に市葬を行う）。
- 1962年（昭和37年）8月8日 - 三木市長選挙で衣巻顕明が再選。市議会議員補欠選挙も行われた。[1]
- 1963年（昭和38年）4月30日 - 市議会議員選挙が行われる（定数22人）。
- 1966年（昭和41年）8月7日 - 三木市長選挙が行われ衣巻顕明が3選を果たす。市議会議員補欠選挙も同時開催。[1]
- 1967年（昭和42年）4月28日 - 三木市議会議員選挙を行う（定数22人）。
- 1967年（昭和42年）11月7日 - 衣巻顕明市長が逝去（11月27日に市葬を行う）。
- 1967年（昭和42年）12月17日 - 三木市長選挙が行われ、市議会議長であった大原義治が出馬し、初当選。3代目三木市長となる。[1]
- 1971年（昭和46年）4月25日 - 三木市議会議員選挙（定数22人）
- 1971年（昭和46年）12月12日 - 三木市長選挙で大原義治が再選する。
- 1975年（昭和50年）4月27日 - 市議会議員選挙（定数22人）。
- 1975年（昭和50年）12月14日 - 三木市長選挙で大原義治が3選目を果たす。
- 1979年（昭和54年）4月22日 - 三木市議会議員選挙（定数22人）。
- 1979年（昭和54年）12月9日 - 三木市長選挙で大原義治が4選目を果たす。[1]
- 1983年（昭和58年）12月11日 - 三木市長選挙が行われ、大原義治が5選目を果たす。[1]
- 2006年（平成18年）1月15日 - 美嚢郡吉川町との合併後、最初の三木市長選挙が行われ、即日開票となる。現職の加古房夫と新人の薮本吉秀の一騎討ちとなり、市の財政再建を掲げた薮本候補が当選する。
- 2006年1月20日 - 加古の退任にあわせ澤田助役、中井収入役も退任し、その後は助役・収入役を置いていない。

## 経済
- 1954年（昭和29年）12月1日 - 第1回三木金物振興展と第1回美嚢地区農業祭を開催（後に統合され「三木金物まつり」となる）。[1]
- 1965年（昭和40年）10月5日 - 第1回三木輸出金物見本市を東京で開催する。
- 1966年（昭和41年）9月17日 - 第1回ぶどう品評会を開催する。
- 1967年（昭和42年）11月1日 - 新三木金物音頭・新三木金物小唄を三沢あけみ（歌唱）で制作。
- 1972年（昭和47年）4月11日 - 全三木金物卸商協同組合が設立される。
- 1972年（昭和47年）12月8日 - 第1回三木市技能顕功賞を授与する。
- 1973年（昭和48年）3月20日 - 三木商工会館（三木商工会議所の拠点）が完成。
- 1973年（昭和48年）5月12日 - 第1回金物びっくり市（三木金物まつりの前身）を開催。
- 1974年（昭和49年）8月3日 - 第1回兵庫県・三木花き品評会を実施する。[1]
- 1975年（昭和50年）2月13日 - ケルン国際金物見本市に三木金物を初出展。
- 1976年（昭和51年）7月16日 - 三木市立金物資料館を開館。[1]
- 1978年（昭和53年）11月2日 - 三木金物を日本DIYショーに出展。
- 1978年（昭和53年）8月14日 - シカゴ国際金物見本市に三木金物を出展。
- 1979年（昭和54年）9月4日 - 第1回三木金物グランドフェアを開催。
- 1981年（昭和56年）3月19日 - ポートピア81が開催され、三木金物、金物鷲を展示。
- 1984年（昭和59年） - みき音頭を都はるみ（歌唱）で制作。
- 1984年（昭和59年）11月3日 - 第1回三木金物まつりを開催。三木金物振興展を改称。
- 1984年（昭和59年）11月4日 - 第1回三木金物大学を開校。
- 1985年（昭和60年）11月3日 - 第1回三木市農業際を開催。現在は三木金物まつりで併催。[1]

## 姉妹都市・提携都市
- バイセリア市（アメリカ合衆国カリフォルニア州）
  - 1966年（昭和41年）10月15日 - 姉妹提携都市バイセリア市長が来市し、盟約書に調印。[1]
  - 1966年（昭和41年）5月18日 - アメリカ合衆国バイセリア市と姉妹都市提携を締結。[1]
- コロワ市（オーストラリア連邦ニューサウスウェールズ州）
  - 1997年4月 旧吉川町が友好都市提携。
  - 2005年（平成17年）10月1日 - 合併後の三木市として姉妹都市提携の調印。[1]

## 地域

### 人口
| |                                        |  |
| 三木市と全国の年齢別人口分布（2005年） | 三木市の年齢・男女別人口分布（2005年） |  |
| ■紫色 ― 三木市 ■緑色 ― 日本全国 | ■青色 ― 男性 ■赤色 ― 女性              |  |
| 三木市（に相当する地域）の人口の推移 \| 1970年（昭和45年） \| 49,071人 \| \| \| 1975年（昭和50年） \| 63,746人 \| \| \| 1980年（昭和55年） \| 78,297人 \| \| \| 1985年（昭和60年） \| 82,636人 \| \| \| 1990年（平成2年） \| 84,445人 \| \| \| 1995年（平成7年） \| 86,562人 \| \| \| 2000年（平成12年） \| 86,117人 \| \| \| 2005年（平成17年） \| 84,361人 \| \| \| 2010年（平成22年） \| 81,009人 \| \| \| 2015年（平成27年） \| 77,178人 \| \| \| 2020年（令和2年） \| 75,294人 \| \| |                                        |  |
| 総務省統計局 国勢調査より |                                        |  |
| 1970年（昭和45年） | 49,071人                               |  |
| 1975年（昭和50年） | 63,746人                               |  |
| 1980年（昭和55年） | 78,297人                               |  |
| 1985年（昭和60年） | 82,636人                               |  |
| 1990年（平成2年） | 84,445人                               |  |
| 1995年（平成7年） | 86,562人                               |  |
| 2000年（平成12年） | 86,117人                               |  |
| 2005年（平成17年） | 84,361人                               |  |
| 2010年（平成22年） | 81,009人                               |  |
| 2015年（平成27年） | 77,178人                               |  |
| 2020年（令和2年） | 75,294人                               |  |

| 年                         | 調査名         | 人口     |
| -------------------------- | -------------- | -------- |
| 1955年（昭和30年）10月1日  | 第8回国勢調査  | 38,876人 |
| 1960年（昭和30年）10月1日  | 第9回国勢調査  | 38,264人 |
| 1965年（昭和40年）10月1日  | 第10回国勢調査 | 38,542人 |
| 1970年（昭和40年）10月1日  | 第11回国勢調査 | 41,245人 |
| 1975年（昭和50年）10月1日  | 第12回国勢調査 | 55,731人 |
| 1980年（昭和55年）10月10日 | 第13回国勢調査 | 70,201人 |
| 1985年（昭和60年）10月1日  | 第14回国勢調査 | 74,527人 |
| 1990年（昭和60年）10月1日  | 第15回国勢調査 | 76,501人 |
| 1995年（昭和60年）10月1日  | 第16回国勢調査 | 78,653人 |
| 2000年（昭和60年）10月1日  | 第17回国勢調査 | 76,682人 |
| 2005年（昭和60年）10月1日  | 第18回国勢調査 | 75,087人 |
| 2010年（平成22年）10月1日  | 第19回国勢調査 | 81,038人 |

#### 人口の変遷
- 1973年（昭和48年）11月21日 - 人口が5万人を突破する。[1]
- 1980年（昭和55年）7月25日 - 人口が7万人を突破する。[1]

### 大字の変遷

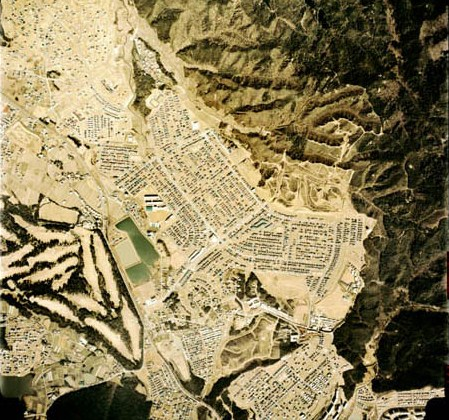
街開きから約3年後の緑が丘町
1974年度に撮影

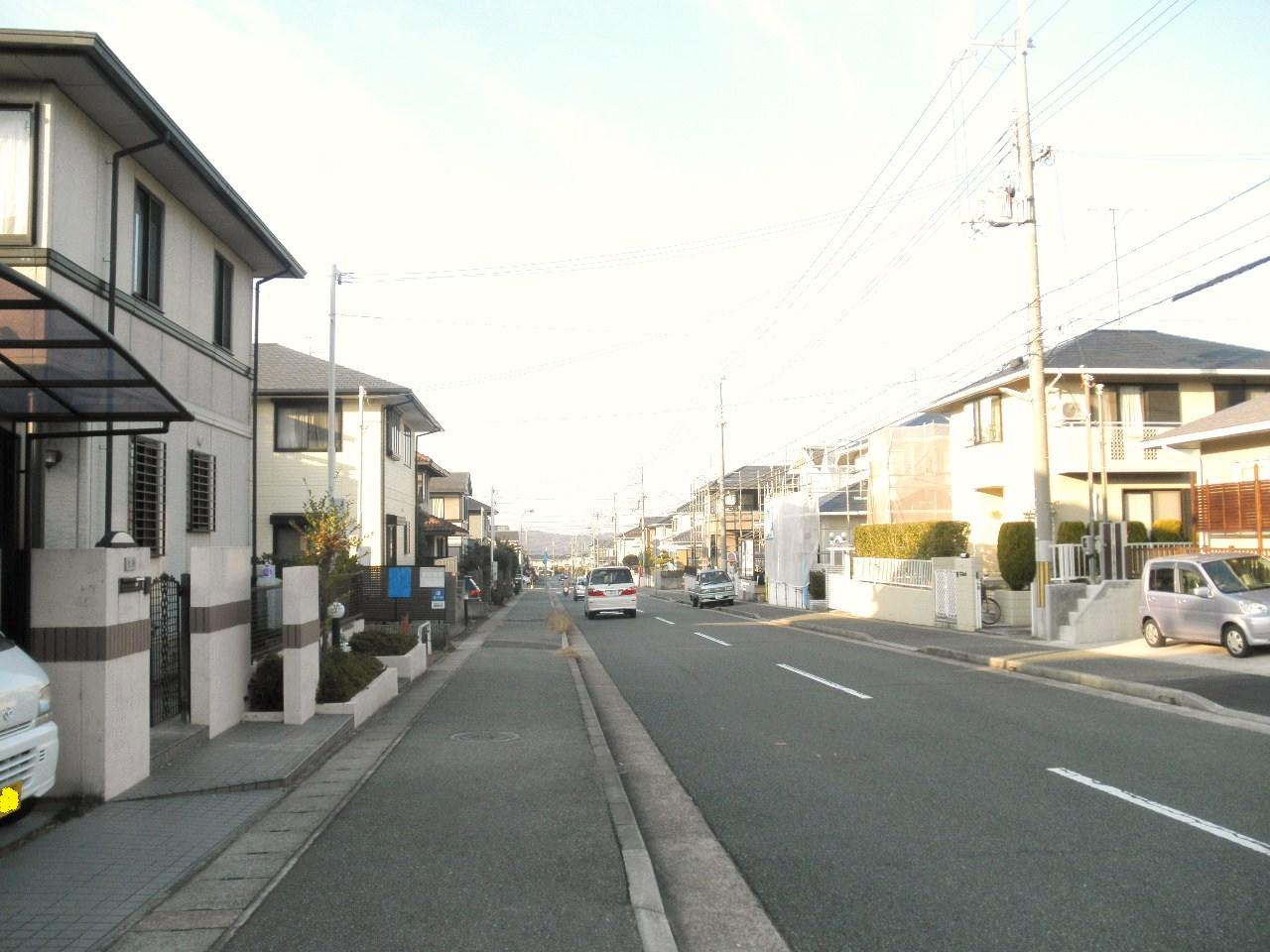
志染町青山の街並み
志染町青山3丁目で撮影

- 1969年（昭和44年）2月12日 - 造成なった自由が丘本町地区で入居が始まる。
- 1969年（昭和44年）10月1日 - 緑が丘ネオポリス（緑が丘町）の造成工事が始まる。
- 1971年（昭和46年）4月1日 - 緑が丘ネオポリスの入居が始まり、志染町から分離して、緑が丘町を新設。[1]
- 1976年（昭和51年）7月1日 - 志染町に「自由が丘」を新設。
- 1983年（昭和58年）3月29日 - 志染町青山の造成工事が始まる。
- 1984年（昭和59年）9月29日 - 志染町に「青山」を新設する。[1]

### 社会基盤
- 1954年（昭和29年）7月1日 - 三木市連合消防団が発足する。
- 1960年（昭和35年）3月8日 - 厚生省（現：厚生労働省）が三木市上水道事業を認可。
- 1961年（昭和36年）12月25日 - 通商産業省（現：経済産業省）が三木市のガス事業経営を認可。
- 1962年（昭和37年）4月2日 - 市営ガスの供給を開始する。
- 1962年（昭和37年）6月27日 - 上水道の給水を開始する。
- 1963年（昭和38年）10月1日 - 三木市連合消防団を解消し、三木市消防団を設置する。
- 1965年（昭和40年）1月24日 - 細川町上南（当時）で婦人消防隊が結成される。
- 1965年（昭和40年）4月1日 - 三木市消防本部が発足。消防署を設置する。
- 1965年（昭和40年）12月1日 - 上水道工事が完成する。
- 1966年（昭和41年）5月31日 - ごみ焼却炉を増設。
- 1968年（昭和43年）4月1日 - ステーション方式と戸別方式の2方法によるごみ収集が始まる。
- 1969年（昭和44年）1月13日 - 救急業務を開始（救急自動車1台を配備）する。
- 1970年（昭和45年）3月1日 - 平井地区にごみ埋め立て処分場を確保。
- 1970年（昭和45年）12月1日 - 消防署に消防救助隊ができる。
- 1970年（昭和45年）3月24日 - 消防署に大型化学消防ポンプ車を配備。
- 1971年（昭和46年）7月1日 - 現在の消防本部庁舎（新築）が完成する。
- 1973年（昭和48年）1月4日 - 興治（おきはる）地区（別所町）に埋め立て処分場を確保。
- 1973年（昭和48年）2月10日 - 水道ガス事業所の庁舎（現：上下水道部庁舎）完成。
- 1973年（昭和48年）3月12日 - 消防署に屈折はじご付き消防ポンプ自動車を配備。
- 1973年（昭和48年）4月1日 - 市営上水道料金とガス料金の計算業務を民間委託。
- 1973年（昭和48年）11月1日 - 与呂木（よろき）地区に埋め立て処分場を確保。
- 1973年（昭和48年）11月30日 - 加佐（かさ）山に、ごみ処理施設（清掃センター：日量40トン処理）が完成する。
- 1975年（昭和50年）3月25日 - 三木市公共下水道計画を策定（全体計画2,064ha）。
- 1975年（昭和50年）4月1日 - ごみの定期収集を全市域で週2回実施。
- 1976年（昭和51年）3月25日 - 加古川流域下水道計画を策定（全体計画11,910ha）する。
- 1977年（昭和52年）3月7日 - 消防署広野分署ができる。
- 1977年（昭和52年）12月19日 - 気象庁が消防署広野分署に三木地域観測所を開設する。
- 1978年（昭和53年）4月1日 - ごみの分別収集（可燃・不燃・粗大）開始。
- 1979年（昭和54年）3月27日 - 兵庫県が三木市公共下水道事業を認可。これにより公共下水道事業に着手。
- 1980年（昭和55年）1月12日 - 清掃センターのごみ焼却炉を増設。
- 1981年（昭和56年）3月31日 - 緑が丘ネオポリスの水道事業が大和ハウス工業から三木市へ移管される。
- 1981年（昭和56年）6月1日 - 資源ごみ（ガラスびん）回収を開始。
- 1982年（昭和57年）4月29日 - 家庭ごみの定期収集を祝祭日も実施。
- 1982年（昭和57年）11月4日 - 吉川町の消防を受託。
- 1985年（昭和60年）1月20日 - 廃棄物埋立処分場（久留美（くるみ））が完成。

### 福祉

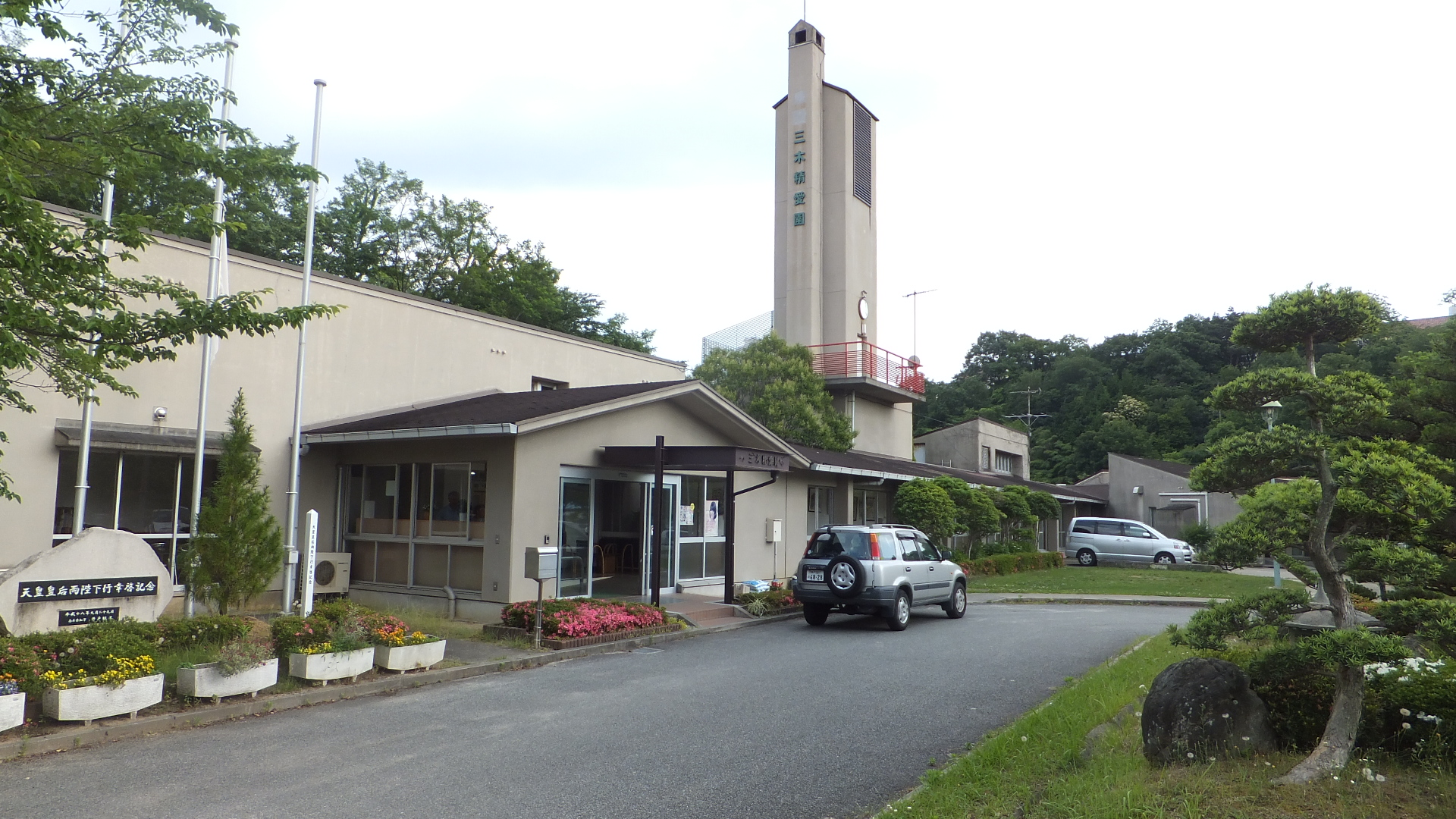
兵庫県立三木精愛園

- 1954年（昭和29年）6月1日 - 国民健康保険事業を実施（当初は三木・細川地区のみ）。
- 1955年（昭和30年）4月1日 - 国民健康保険を全市で実施。
- 1962年（昭和37年）3月28日 - 市営火葬場が完成（火葬炉3基）する。
- 1965年（昭和40年）4月1日 - 三木市敬老年金制度がスタート。
- 1970年（昭和45年）4月1日 - 三木市児童手当支給制度がスタート（翌年3月1日に廃止）する。
- 1971年（昭和46年）4月1日 - 市民福祉年金制度が始まる。
- 1971年（昭和46年）4月7日 - 老人福祉センター「有隣荘」開設。
- 1975年（昭和50年）6月7日 - むし歯予防で全児童にフッ素塗布を開始。
- 1975年（昭和50年）9月1日 - 住民検診がスタート（結核検診のみ）。
- 1978年（昭和53年）4月1日 - 子宮がん検診がスタート。
- 1980年（昭和55年）4月1日 - （県）三木保健所が上の丸庁舎（現在の図書館北側の大正風の建物）内に開設される。
- 1982年（昭和57年）6月11日 - 火葬場増改築工事（火葬炉2基）が完成。
- 1982年（昭和57年）8月1日 - 知的障害者更生施設兵庫県立三木精愛園が開設される。[5]
- 1984年（昭和59年）3月1日 - 養護老人ホーム「三木市立さつき園」が完成。[6]
- 1985年（昭和60年）7月1日 - ホームペルプサービス事業を開始。
- 1987年（昭和62年）4月1日 - 三木光司園が開所する。[7]

#### 市民病院

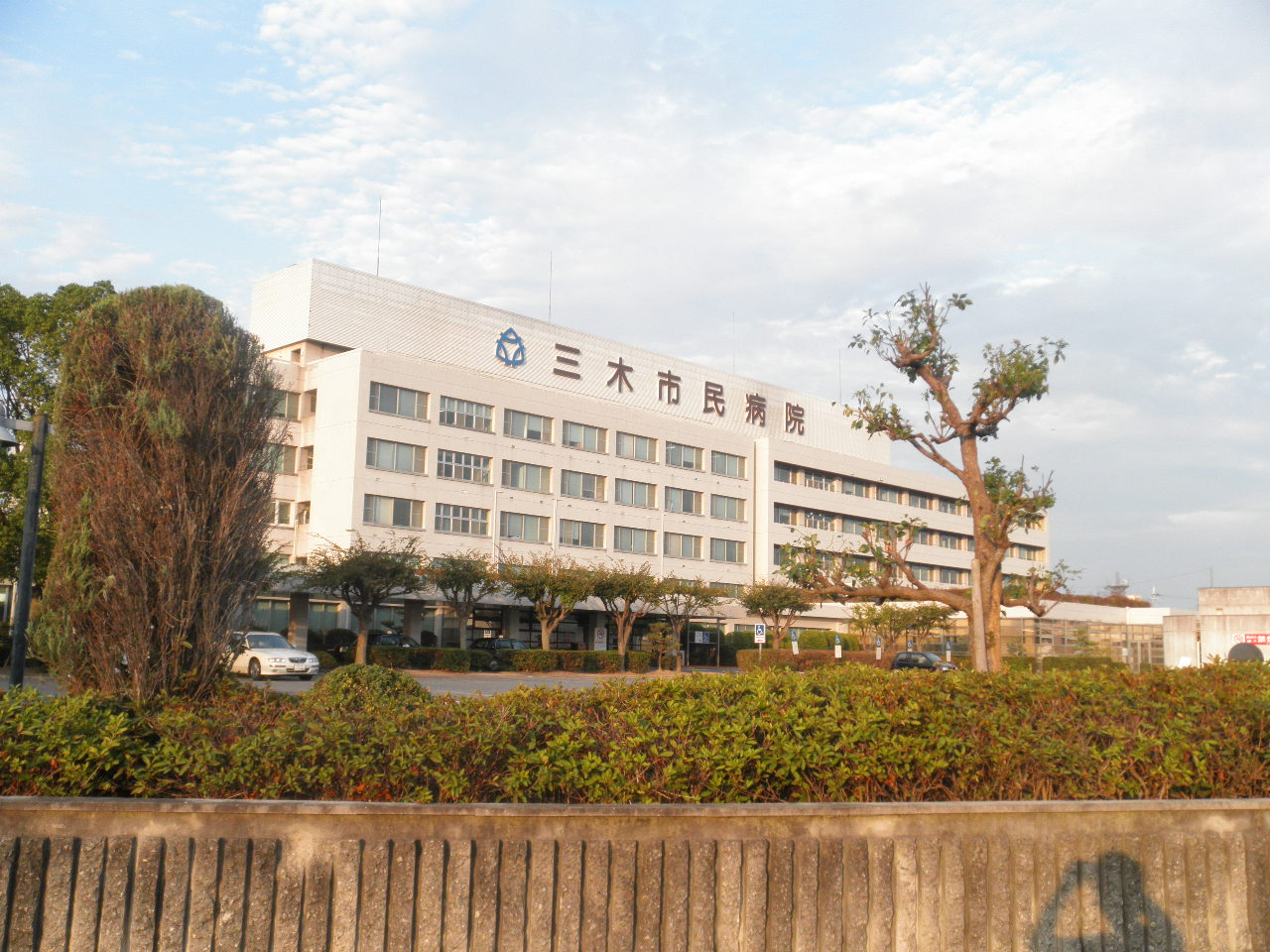
三木市立三木市民病院

- 1955年（昭和30年）11月1日 - 三木市立三木市民病院を開設。外科、産婦人科、歯科、小児科、内科の全5科、一般病床20床。[1]
- 1958年（昭和33年）10月31日 - 一般病棟と結核病棟を増設（一般病床71床、結核病床29床）。
- 1960年（昭和35年）11月1日 - 簡易人間ドックを開始する。
- 1963年（昭和38年）7月5日 - 伝染病棟が完成（21床）。
- 1966年（昭和41年）4月1日 - 眼科を開設し、全6科となる。
- 1975年（昭和50年）6月10日 - 全面改築工事が完成（現：西館。一般病床149床、伝染病床21床）
- 1978年（昭和53年）10月1日 - 整形外科と皮膚科が開設され全8科となる。
- 1978年（昭和53年）12月28日 - 2階を管理部門、5階を病棟に改造（一般病床163床、伝染病床21床）。
- 1979年（昭和54年）4月1日 -循環器科と放射線科を開設し、全10科となる。
- 1979年（昭和54年）7月1日 - コンピュータによる医療情報処理を開始。
- 1980年（昭和55年）4月15日 - 県が三木市民病院を救急病院として承認。
- 1980年（昭和55年）7月1日 - 泌尿器科を開設し、全11科となる。
- 1981年（昭和56年）6月1日 - 消化器科を開設し、全12科となる。
- 1981年（昭和56年）10月20日 - 伝染病棟の一部を廃止されて10床になる。
- 1983年（昭和58年）7月1日 - 心臓血管外科、呼吸器科、耳鼻咽喉科、理学診療科を開設し、歯科を休診。全15科となる。
- 1983年（昭和58年）7月7日 - 増改築工事が完成（現在の東館）。またICUを新設。
- 1984年（昭和59年）1月1日 - 兵庫県が三木市民病院を総合病院として承認。
- 1984年（昭和59年）3月25日 - 増築工事が完成（西館・受付・薬局の改造。一般病床320床、伝染病床10床）。
- 2013年（平成25年）10月1日 - 北播磨総合医療センター開業に伴い廃院。

### 教育

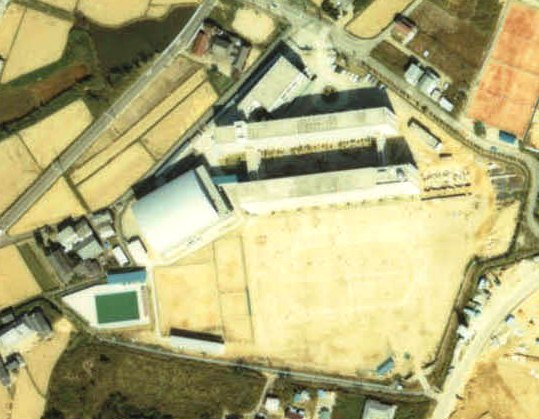
開校から約5年後の兵庫県立三木東高等学校
1980年度に撮影

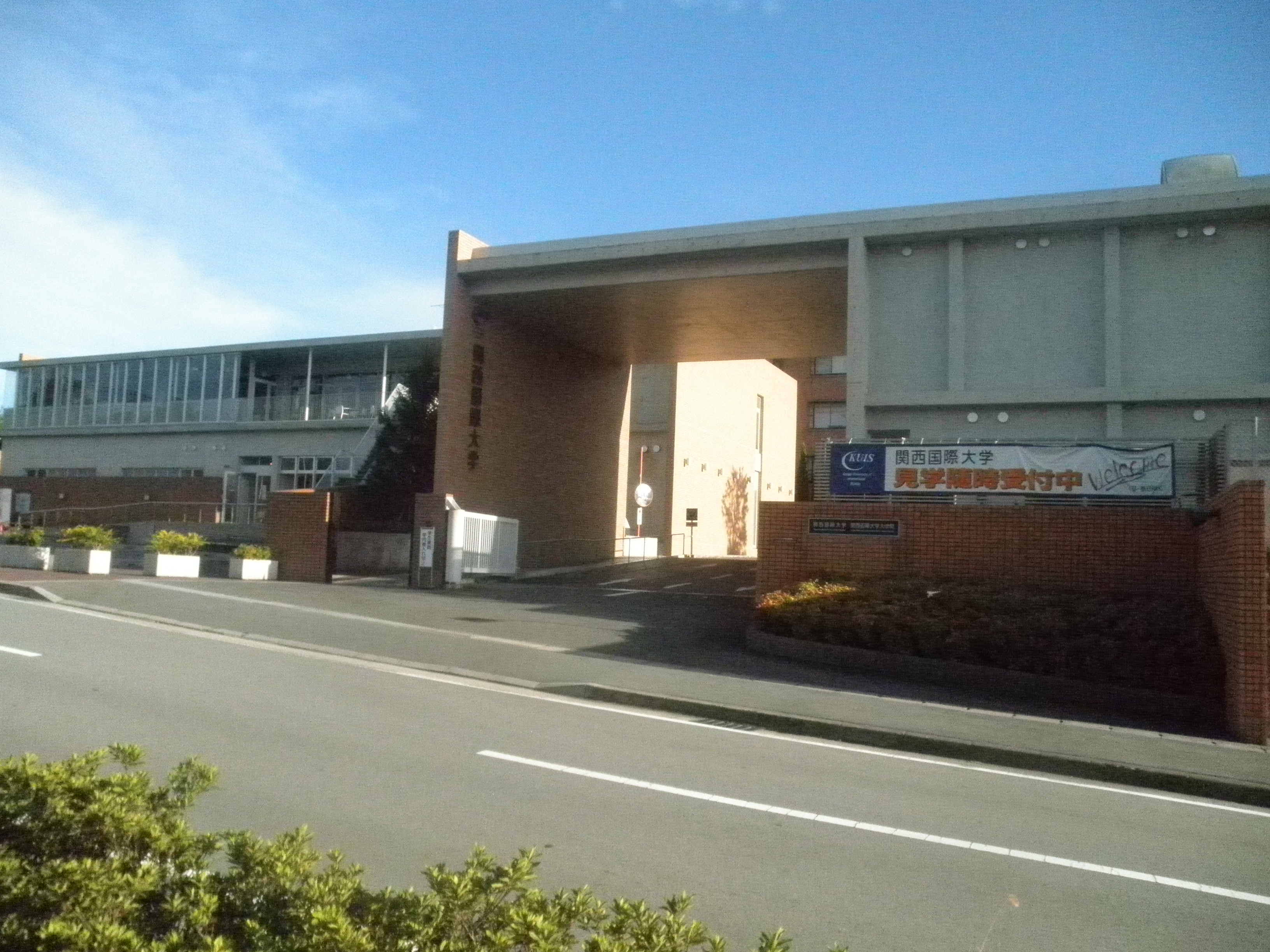
関西国際大学

- 1957年（昭和32年）4月1日 - 三木市立三木小学校・三木市立三木小学校附属幼稚園を開設。
- 1962年（昭和37年）7月1日 - 移動公民館車「ひまわり号」を配備する。巡回し図書の貸出しも行った。
- 1963年（昭和38年）4月1日 - 三木市立志染小学校吉田分校が三木市立志染小学校に統合される。
- 1966年（昭和41年）4月5日 - 児童館を開館。
- 1971年（昭和46年）4月1日 - 三木市教育奨励金（現：三木市奨学資金）給付事業が始まる。
- 1974年（昭和49年）4月1日 - 三木市立三木養護学校（2007年4月1日から三木市立三木特別支援学校）を開校。[1]
- 1974年（昭和49年）7月1日 - 加佐山キャンプ場がオープン。
- 1975年（昭和50年）4月1日 - 兵庫県立三木東高等学校が三木市上の丸町4番5号に開校する。[8]
- 1976年（昭和51年）4月1日 - 兵庫県立三木東高等学校が三木市別所町小林625の2の現在地に移転。[8]
- 1981年（昭和56年）4月1日 - 三木市立広野小学校が開校する。[9]
- 1981年（昭和56年）9月3日 - 口吉川（くちよかわ）共同調理場（口吉川町）が完成したことにより、市内全小学校で完全給食が始まった。
- 1982年（昭和57年）4月2日 - 三木市立堀光美術館が完成。
- 1982年（昭和57年）7月2日 - 三木市立図書館を開館。
- 1983年（昭和58年）5月17日 - 兵庫県老人大学「みき学園」が開学。後に老人大学から高齢者大学と名称を変え、さらに三木市高齢者大学となる。
- 1985年（昭和60年）4月1日 - 図書館にコンピュータを導入。
- 1987年（昭和62年）4月1日 - 市内初の短期大学となる関西女学院短期大学が、志染町青山に開学する。[10]
- 1989年（平成元年）4月1日 - 三木市立三木東中学校が開校する。[1][11]
- 1998年（平成10年）4月1日 - 市内初の4年制大学となる関西国際大学が、志染町青山に開学する。[10]
- 2002年（平成14年）3月31日 - 関西女学院短期大学が閉校する。[10]
- 2007年（平成19年）3月31日 - 三木市立瑞穂小学校が廃校となる。[1]
- 2009年（平成21年）9月16日 - 市内の全中学校で給食を開始する。[12]
- 2015年（平成27年）7月1日 - 図書館本館が中央図書館へ移転。

### 災害関連

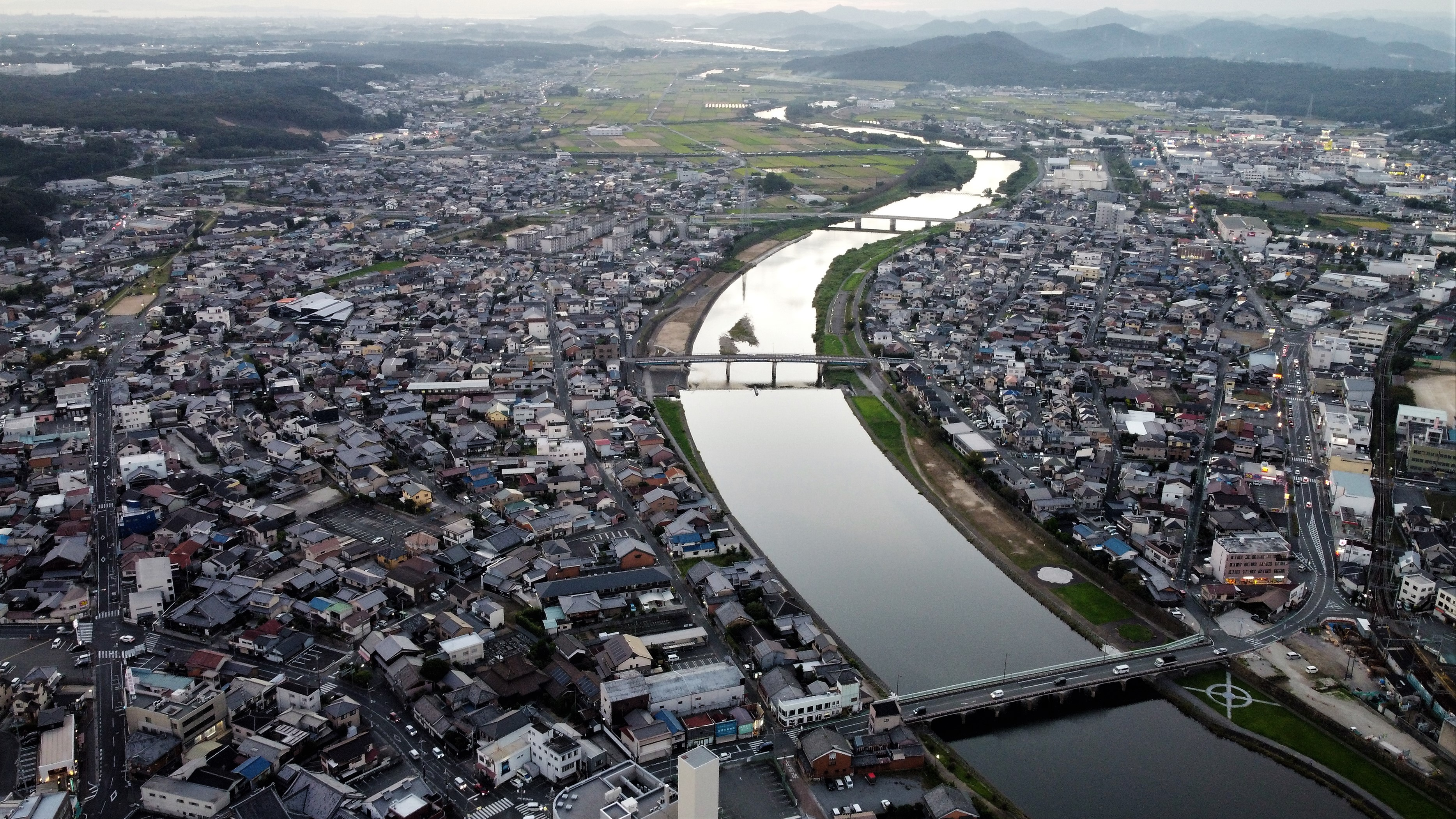
美嚢川と三木本町（空撮）。台風23号では美嚢川が氾濫した

- 1960年（昭和35年）8月29日 - 台風16号で甚大な被害を受ける。
- 1961年（昭和36年）6月24日 - 大雨により大洪水発生し浸水家屋500戸にのぼる。
- 1965年（昭和40年）9月10日 - 台風23・24号、集中豪雨で住宅、道路等に被害を受け災害救助法の適用を受ける。
- 1970年（昭和45年）1月13日 - 異常気象のため火災が多発。初の火災警報を発令。
- 1974年（昭和49年）9月9日 - 台風18号の影響で床下浸水などの被害がでる。
- 1984年（昭和59年）2月12日 - 中国自動車道で大雪のため負傷者27人を出す多重交通事故が発生。
- 1984年（昭和59年）5月30日 - 午前9時40分頃に県南西部を震源とするM5.6の山崎地震が発生。[13]
- 1991年（平成4年）9月28日 - 台風19号による強風で農作物に被害が発生する。[1]
- 1995年（平成7年）1月17日 - 阪神・淡路大震災が発生、大きな被害を受ける。
- 2004年（平成16年）10月20日 - 台風23号で美嚢川が氾濫し、旧吉川町では当時79歳の女性が用水路にはまって死亡した。また交通網も乱れ、道路では国道175号が冠水のため15時15分から別所町小林-神戸市西区の老ノ口交差点間が一時通行止めになり、県道20号加古川三田線も三木市細川町-吉川町間で3カ所が冠水し通行止めになった。鉄道では三木鉄道三木線が17時台の2往復を運休したが、三木駅18時15分発の列車から運行を再開した。

## 交通

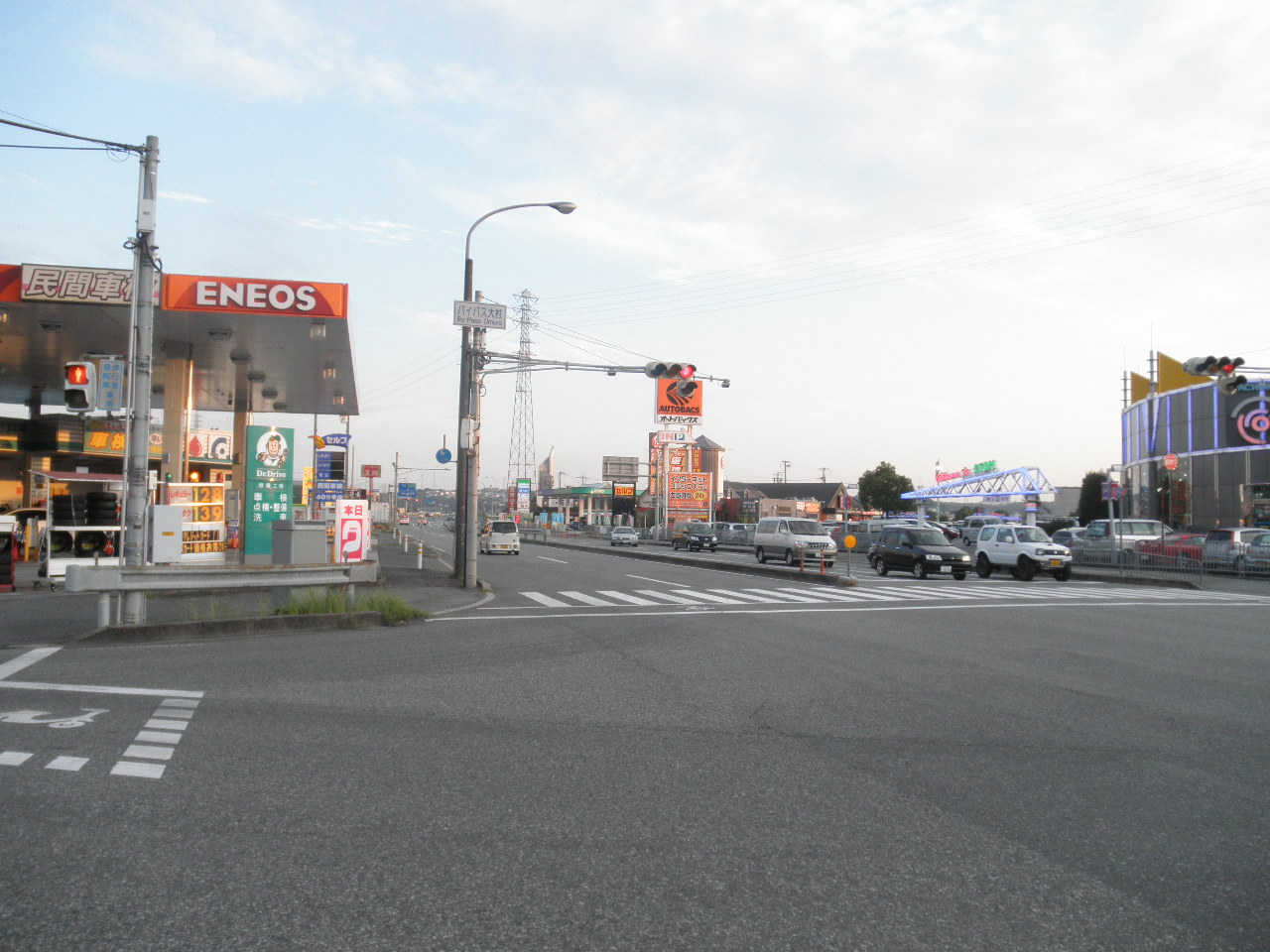
三木バイパス
三木市大村で撮影

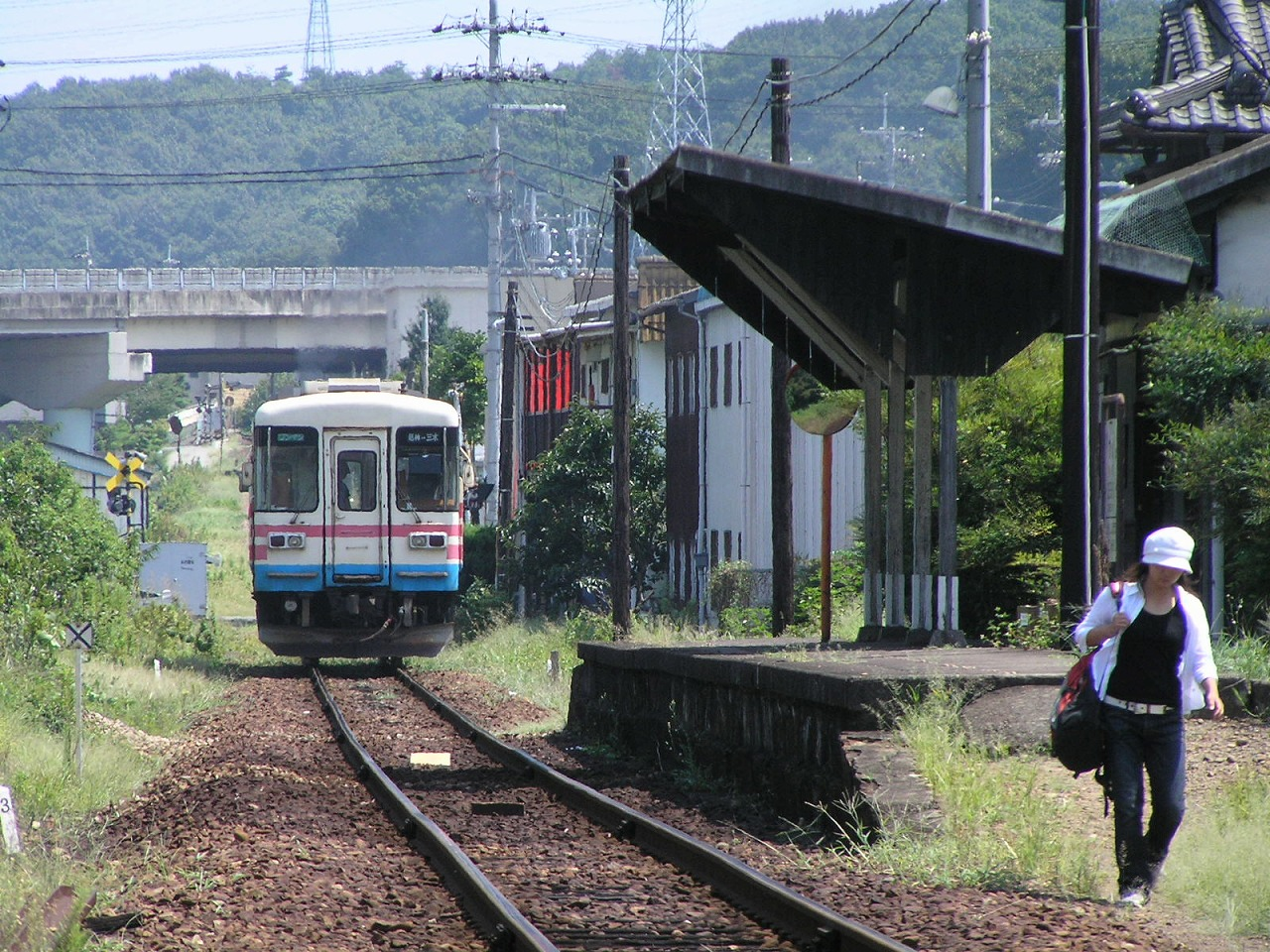
在りし日の三木鉄道
三木市別所町別所駅前で撮影

- 1958年（昭和33年）6月15日 - 広野野球場の廃止に伴い、神有電鉄広野野球場前駅が緑が丘駅に改称となる。
- 1974年（昭和49年）6月4日 - 中国自動車道（西宮北-福崎間）が開通し、吉川ICが供用を開始する。
- 1979年（昭和54年）10月26日 - 国道175号（三木バイパス）が開通。バイパスは小野市で寸断。平成になるまで現在のような状態にはならなかった。[1][14]
- 1981年（昭和56年）9月1日 - 緑が丘、自由が丘でゾーンバスが運行になる。
- 1981年（昭和56年）9月18日 - 国鉄三木線（現：三木鉄道）が赤字ローカル線第1次廃止対象路線に指定される。
- 1984年（昭和59年）5月25日 - 国鉄三木線の第三セクターによる運営を決定する。
- 1984年（昭和59年）10月15日 - 第三セクターによる三木鉄道株式会社の創立総会を開催。
- 1985年（昭和60年）2月8日 - 山陽自動車道の「神戸-三木」間のルートが決まる。
- 1985年（昭和60年）4月1日 - 第三セクター方式で三木鉄道が開業。三木鉄道は全長6.6キロの運行距離で、レールバスが走っている。[1]
- 1985年（昭和60年）12月24日 - 三木市道緑が丘青山線が開通する。[1]
- 1988年（昭和63年）3月24日 - 舞鶴自動車道（現 舞鶴若狭自動車道）の吉川JCTから丹南篠山口ICまでが開通し、旧吉川町に吉川JCTが供用を開始する[1]
- * 1992年（平成4年）4月24日 - 三木市道恵比須上の丸線が開通する。[1]
- 1996年（平成8年）11月14日 - 山陽自動車道の三木小野ICから神戸JCTまでが開通し、三木東ICが供用を開始する。
- 1998年（平成10年）4月5日 - 明石海峡大橋の完成に伴い神戸淡路鳴門自動車道が開通し、山陽自動車道・西神自動車道との接続部に三木JCTが供用を開始する。
- 2000年（平成12年）10月31日 - 兵庫県道20号加古川三田線本町バイパスが開通する。[1]
- 2003年（平成15年）8月8日- 三木市道城山花尻線が全線開通する。[1]
- 2005年（平成17年）9月28日 - 不通区間となっていた市道青山笠松線の兵庫県道83号平野三木線から関西国際大学までを結ぶ一部である、長さ580mの道路が2003年度から着手され、全通する。[15]
- 2006年（平成18年）9月27日 - 1997年度から事業着手された神戸市道・三木市道高和志染線が開通する。[16]
- 2006年（平成18年）9月28日 - 兵庫県道38号三木三田線志染バイパスが開通する。[17]
- 2008年（平成20年）4月1日 - 三木鉄道が全線廃止される。[1]
- 2009年（平成21年）12月18日 - 兵庫県道85号神戸加東線槙山バイパス供用[18] [19]
- 2015年（平成27年）10月1日 - バス交通の見直しにより、路線バス、コミュニティバスの区分をなくし全てのバスを路線バスとして運行開始。

## 文化財
- 1960年（昭和35年）8月15日 - 志染町吉田にある吉田古墳の発掘を開始。
- 1966年（昭和41年）2月1日 - 平井山本陣跡（三木合戦の際の秀吉本陣跡）に木標を設置する。
- 1975年（昭和50年）6月23日 - 伽耶院（がやいん：志染町大谷）の本堂・多宝塔・三坂明神本殿が国の重要文化財に指定される。
- 1981年（昭和56年）4月13日 - 三木城二の丸跡（現在の図書館の位置）から兵糧の貯蔵用と思われる大甕（おおがめ）が出土する。
- 1985年（昭和60年）10月10日 - 伽耶院の国の重要文化財等の改修の完成に伴い、落慶法要が行われた。

## そのほかの出来事

三木市章

三木市旗

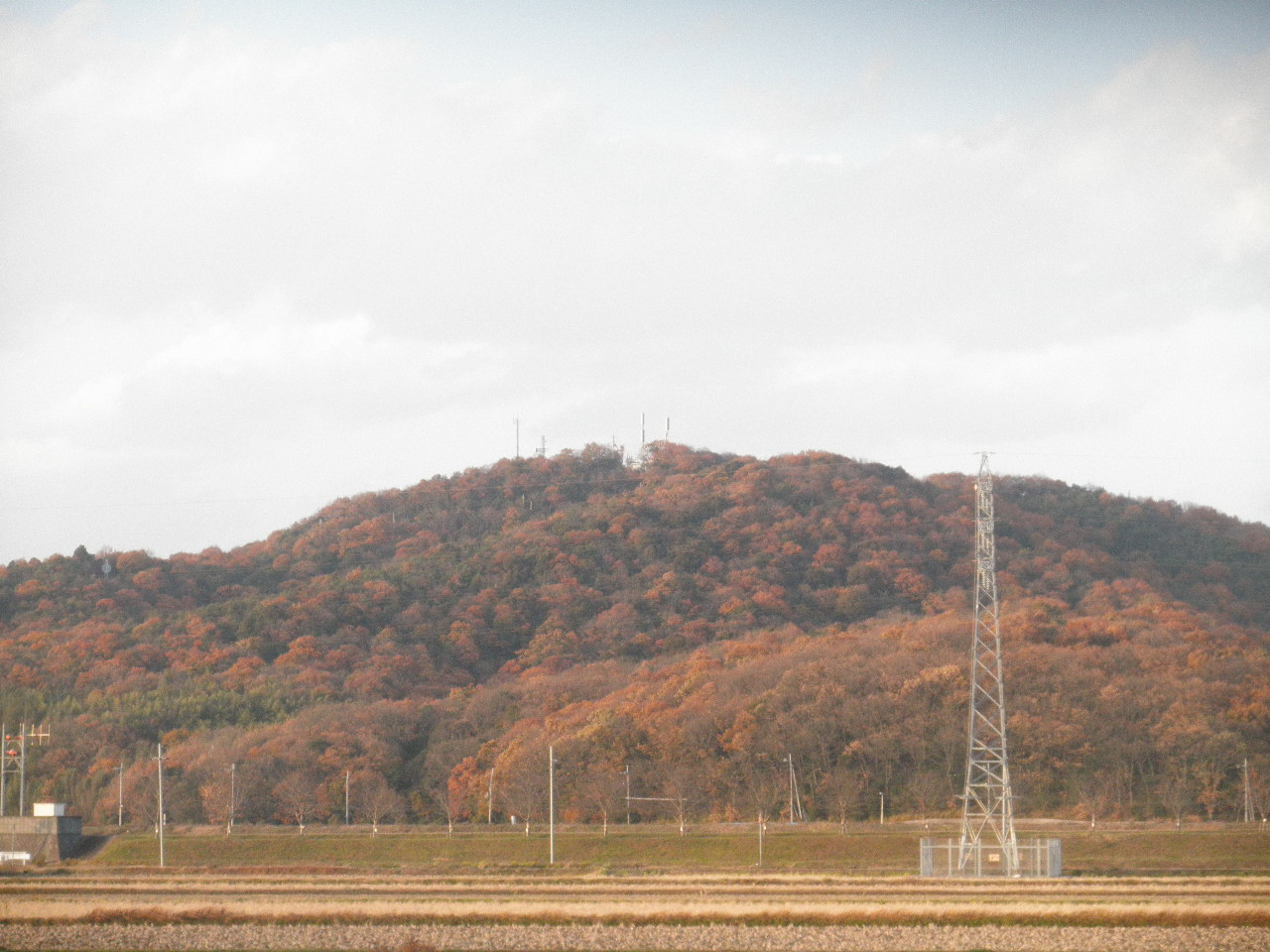
正法寺山にあるUHF局

- 1954年（昭和29年）7月1日 - 三木市歌・市章を制定する。[20][21] [22]
- 1955年（昭和30年）1月15日 - 第1回三木市成人式を開催。
- 1959年（昭和34年）7月2日 - 初の屋外一斉清掃を実施。
- 1960年（昭和35年）4月1日 - 公文書の左横書きを実施。
- 1960年（昭和35年）7月11日 - 特産の金物を天皇に献上。
- 1964年（昭和39年）2月11日 - 三木市消防団が日本消防協会長表彰を受賞する。
- 1965年（昭和40年）8月1日 - 竹中重治の法要が始まる。
- 1966年（昭和41年）3月1日 - 電話申込による住民票の交付を開始する。
- 1966年（昭和41年）4月3日 - 第1回三木市消防大会を開催する。
- 1966年（昭和41年）6月1日 - 市の木に「松」、市の花に「さつき」が決まる。[1]
- 1966年（昭和41年）8月10日 - 市旗を制定する。[23]
- 1966年（昭和41年）9月13日 - 三木市立豊地小学校が全焼する。
- 1969年（昭和44年）5月30日 - 第1回水防訓練を開始。
- 1969年（昭和44年）12月15日 - 正法寺（しょうぼうじ）山（別所町）に広域民放4社のUHF局が完成。
- 1970年（昭和45年）1月26日 - 第1回文化財防火予防デー消防訓練を実施する。
- 1970年（昭和45年）7月1日 - 救急車に電子サイレン「ピーポー」を採用。
- 1970年（昭和45年）8月29日 - 平井山観光ぶどう園が開園。
- 1971年（昭和46年）6月1日 - 市の木「松」、市の花「さつき」を制定。
- 1971年（昭和46年）12月1日 - 住民票等の交付取次所を市内8か所に設置する。
- 1974年（昭和49年）4月1日 - 除籍簿等のマイクロフィルム化を実施。
- 1974年（昭和49年）7月9日 - 吉川音頭保存会が誕生する。
- 1974年（昭和49年）8月14日 - 三木中学校男子バレーボール部が全国大会準優勝。
- 1974年（昭和49年）7月14日 - 初の市内一斉清掃を実施する。
- 1975年（昭和50年）7月1日 - 印鑑登録証明制度をカード式に変更。
- 1975年（昭和50年）11月3日 - ラジオ番組放送「三木の街からこんにちは」がラジオ関西にてスタート。その後番組名が「シティ・アンド・タウンインフォメーション三木」に変更し、毎週月曜の昼の12時50分から2009年の3月まで放送されていた（ラジオ関西558Khz）
- 1976年（昭和51年）10月3日 - 第1回藤原惺窩まつりが開催される。
- 1976年（昭和51年）11月28日 - 第1回三木青年映画祭が開催される。
- 1977年（昭和52年）11月5日 - 三木中学校の吹奏楽部が全日本吹奏楽コンクールで金賞に輝く。
- 1978年（昭和53年）1月9日 - 三木小学校校舎1棟が全焼。
- 1978年（昭和53年）5月8日 - 市内で最初の工業団地の三木工場公園が開業する。[1]
- 1978年（昭和53年）11月22日 - 市役所でコンピュータが始動する。
- 1978年（昭和53年）12月8日 - 三木市立金物資料館の敷地内に文部省唱歌「村の鍛冶屋」記念碑が竣工する。[1]
- 1979年（昭和54年）4月1日 - 市の組織に「部」を導入。
- 1980年（昭和55年）7月23日 - 皇太子夫妻が来市。
- 1980年（昭和55年）12月1日 - 全家庭の防火診断を開始。
- 1981年（昭和56年）4月10日 - 市役所に手話通訳者を配置
- 1982年（昭和57年）5月21日 - JGAゴルフミュージアムが開館する。
- 1982年（昭和57年）11月3日 - 堀田光雄に初の名誉市民の称号を贈呈。
- 1983年（昭和58年）1月4日 - 市役所内のコンピュータが「かな」から「漢字」処理に移行。
- 1983年（昭和58年）8月26日 - 第1回三木市の未来を考える子ども会議を開催。
- 1984年（昭和59年）6月10日 - 「みき音頭」のレコードが完成。
- 1985年（昭和60年）1月27日 - 初の三木市同和教育研究大会（現：人権・同和研究大会）を開催。
- 1986年（昭和61年）4月12日 - 三木市文化会館が開館する。[1]
- 1985年（昭和60年）10月14日 - NHK神戸放送局「兵庫史を歩く」で史跡ハイキングを開催。2004年6月には「新 兵庫史を歩く」で再び開催された。
- 1993年（平成5年）5月22日 - 兵庫県立三木山森林公園が開園する。[1]
- 1993年（平成5年）5月23日 - 午前2時に市内局番が2桁に、市外局番が4桁に変更される。（07948-x-xxxx→0794-8x-xxxx）[1]
- 1995年（平成7年）5月1日 - 三木市立教育センター・児童センターが竣工する。[1]
- 1999年（平成11年）4月 - 三木ホースランドパークが開業する。[1]
- 2002年（平成14年）3月25日 - 兵庫県立三木高等学校が第74回選抜高等学校野球大会に出場をするも、翌日の第1試合で南北海道代表の鵡川高等学校に敗退する。[24]
- 2006年（平成18年）1月22日 - 市長公用車の廃止を表明し、その後公売した。
- 2006年（平成18年）9月16日 - 三木総合防災公園陸上競技場でサッカーJリーグJ2公式戦ヴィッセル神戸vs徳島ヴォルティス戦が行われた。
- 2006年（平成18年）9月29日 - 明仁天皇が来市（行幸啓）し、兵庫県立三木精愛園・三木総合防災公園を訪問沿道では約1万5千人が奉送迎した。[1] [25] [5] [26]
- 2006年（平成18年）9月30日 - のじぎく兵庫国体開催。市内では、馬術が三木ホースランドパークで、サッカーが三木総合防災公園で、ソフトテニス（少年男女）が吉川総合公園にて行われる（同年10月10日まで開催）。
- 2008年（平成20年）11月1日 - エフエム三木の吉川中継局が開局する。[1]
- 2010年（平成22年）5月8日 - かじやの里めっせみきが完成する。[27]
- 2010年（平成22年）6月6日 - 三木鉄道三木線三木駅の跡地に三木鉄道記念公園が完成する。[28]